# Bankbeamter
Bankbeamter ist die Bezeichnung für beamtete Mitarbeiter staatlicher Banken wie der Bundesbank und den Landeszentralbanken. Zugleich handelt es sich um eine antiquierte Bezeichnung für den Mitarbeiter einer privaten Bank. Bei ihm handelt es sich um keinen Beamten, sondern um einen angestellten Bankkaufmann (vgl. auch Privatbeamter).

## Begriffsherkunft
Beamter im juristischen Sinne ist nur, wer in einem öffentlichen Dienst- und Treueverhältnis zu einer Juristischen Person des Öffentlichen Rechts mit Dienstherren-Fähigkeit steht. Allerdings gewährten viele Banken ihren Angestellten bis weit ins 20. Jahrhundert hinein eine den Regelungen des Öffentlichen Dienstes vergleichbare soziale Absicherung sowie eine praktisch unkündbare Stellung. Da zudem die Bürotätigkeit bei einer Bank regelmäßig der eines Mitarbeiters der öffentlichen Verwaltung ähnelte, bürgerte sich der Begriff des Bankbeamten ein.

## Beamtenverhältnis bei Sparkassen
Einen Sonderfall stellen die Sparkassen dar, da zumindest deren leitende Mitarbeiter in der Vergangenheit meist verbeamtet waren, in einigen Sparkassengesetzen war dies sogar vorgeschrieben. Von Verbeamtungen sehen die meisten Sparkassen inzwischen ab, doch sind sie, je nach Kommune, weiterhin möglich. Die Grundamtsbezeichnungen sind analog jenen des öffentlichen Dienstes, mit dem Zusatz Sparkassen-, also etwa Sparkassenoberinspektor (Besoldungsgruppe A 10), Sparkassenoberamtsrat (A 13), Sparkassenoberrat (A 14), Direktor im Sparkassendienst (A 15) und Leitender Sparkassendirektor (A 16). Dienstherr ist jedoch nicht die Sparkasse, sondern der Gewährleistungsträger, meist die Kommune. Das Sparkassenbeamtentum wurde ab den 1980er Jahren in den Sparkassengesetzen der meisten Bundesländer gestrichen.

## Sonstiges
Analog dazu spricht man bei an einem Schalter tätigen Mitarbeitern auch von Schalterbeamten. Der Beamtenversicherungsverein ist der historische Name des Versorgungswerkes der Mitarbeiter der privaten Banken in Deutschland.